# Lachnostylis hirta
Lachnostylis hirta är en emblikaväxtart som först beskrevs av Carl von Linné d.y., och fick sitt nu gällande namn av Johannes Müller Argoviensis. Lachnostylis hirta ingår i släktet Lachnostylis och familjen emblikaväxter. Inga underarter finns listade i Catalogue of Life.